# 후지모리 소타

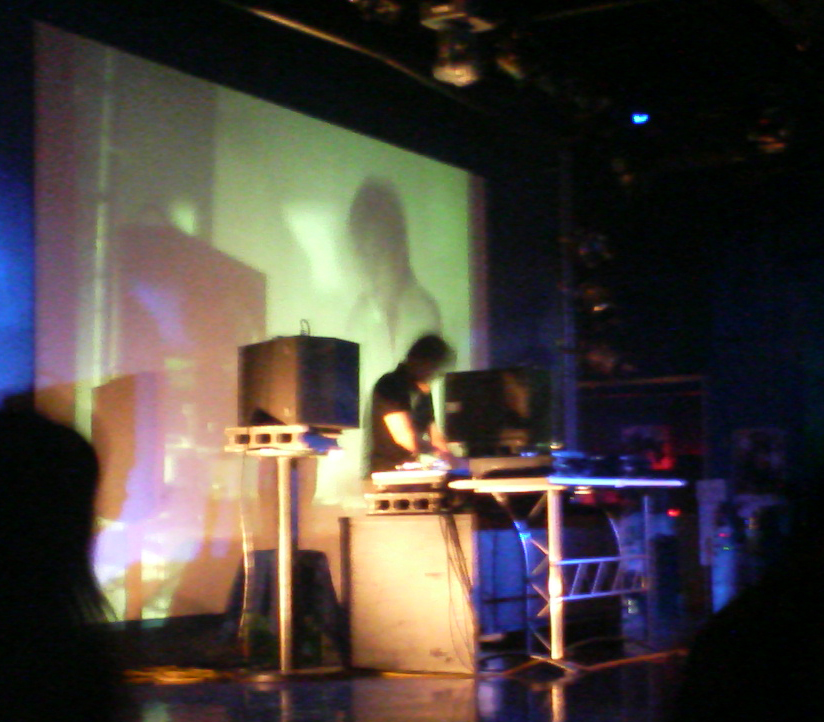

후지모리 소타(藤森 崇多, 1976년 11월 10일~)는 코나미 소속의 게임 음악 작곡가이다. 주로 SySF나 Sota Fujimori과 같은 명의로 활동하고 있다.
미국 버클리 음악 대학 전자음악과를 졸업 후, 구 KONAMI TYO에 입사. 플레이스테이션 용 게임 소프트 Gungage에서 데뷔했다. 주로 트랜스, 하우스 계열 음악을 작곡하며, beatmania IIDX 시리즈나, Dance Dance Revolution 시리즈 (주로 가정용)과 같은 비마니 시리즈니 위닝 일레븐 시리즈, 그 밖에 PS2판 魂斗羅 시리즈와 온라인 게임 武装神姫バトルロンド, 자회사 KPE의 파칭코 マジカルハロウィン과 같은 곳에서도 역량을 보였다. 50대 이상 하드신세를 소유하고 있으며, 소프트 신시사이저에 음악 제공을 하고 DTM잡지에 기고하기도 했으며, 코나미에 다니는 데에 자부심을 가지는 신시사이저 마니아이기도 하다. 또, 2008년 8월 29일에는 개인 앨범으로 SYNTHESIZED를 발매했다.
덧붙여, 자신이 만든 음악이, 동영상 공유 사이트에 올라가는 걸 싫어하고 있다. (자신의 공식 블로그에서 밝힘).